# Зеда Тхілнарі
Зеда Тхілнарі (груз. ზედა თხილნარი) — село в Грузії.
За даними перепису населення 2014 року в селі проживає 761 особа.